# Wetlands (film 2017)
Wetlands è un film thriller poliziesco del 2017 scritto e diretto  da Emanuele Della Valle.

## Trama
Mentre una grande tempesta  si avvicina  alla periferia di Atlantic City, un detective di polizia deve trovare il modo di assicurarsi che la propria famiglia non sia vittima della vendetta di un criminale.